# Malečniški most
Malečniški most je cestni most, ki prečka kanal in strugo reke Drave v Mariboru. Zgrajen je bil leta 1978, ko so zaradi plazenja Meljskega hriba zaprli takratno cesto med Mariborom in Malečnikom. Danes, po ponovnem odprtju ceste pod Meljskim hribom, most povezuje center Maribora, Malečnik in mestno četrt Pobrežje.